# Václav Šnajdr
Václav Šnajdr (26. září 1847 České Budějovice – 4. září 1920 Pasadena, Kalifornie) byl zprvu český básník, později českoamerický novinář a podnikatel. V letech 1867–68 se účastnil studentských protestů a psal básně do Barákova časopisu Svoboda a almanachu Ruch. V říjnu 1868 z politických důvodů tajně uprchl z Čech do Berlína, kde několik měsíců spolupracoval s J. V. Fričem na vydávání exilových časopisů. Od roku 1869 žil v USA, kde redigoval a později i vydával českojazyčné časopisy (Slavie v Racine (Wisconsin), Pokrok západu v Omaze, Pokrok a Dennice novověku v Clevelandu). V článcích prosazoval radikální svobodomyslný program a vystupoval proti náboženství. Roku 1903 se stal prezidentem clevelandské společnosti Pilsener Brewing Company. Účastnil se činnosti řady českých spolků. V rámci české komunity byl velmi respektovaný.

## Život
Pocházel z rodiny obuvníka. Absolvoval nižší gymnázium v Mladé Boleslavi, vyšší gymnázium v Jindřichově Hradci a roku 1867 začal studovat na filozofické fakultě v Praze.
Přelom let 1867–68 byl v Čechách bouřlivý — studenti protestovali proti ministru Beustovi, konaly se tábory lidu, byl položen základní kámen k Národnímu divadlu. Zároveň narůstala nervozita úřadů, policie zastrašovala opoziční aktivisty (bylo například zatčeno 22 novinářů). Šnajdr v té době přispíval pod svým jménem do Barákova radikálního časopisu Svoboda. S ohledem na vývoj událostí dostal obavy z možného pronásledování a v říjnu 1868 tajně uprchl z Prahy do Berlína. Setkal se tam s J. V. Fričem a začal přispívat do jeho exilového časopisu Blaník, který vycházel v Budyšíně a byl tajně dopravován do Čech. Po jeho zániku pracoval v redakcích časopisů Correspondence Tchéque a Böhmische Correspondenz. Zasílal také příspěvky do chrudimského časopisu Koruna.
Roku 1869 požádal Frič Šnajdra, aby se vypravil do USA a pokusil tam získat peníze pro publikační činnost. Šnajdr tam již zůstal. Karel Jonáš ho zaměstnal v časopisu Slavie, který vydával v Racine ve Wisconsinu. Po třech letech se Šnajdr přestěhoval do Omahy, kde asi rok redigoval časopis Pokrok západu. Roku 1873 zakotvil ve městě Cleveland. Převzal řízení časopisu Pokrok (po J. V. Čapkovi) a po třech letech založil vlastní týdeník — Dennice novověku. Ten pak vydával 38 let. Byl to časopis svobodomyslný a radikální, určený zejména pro inteligentní čtenáře. V článcích propagoval darwinismus, materialismus a socialismus, ostře vystupoval proti náboženství. Hospodaření bylo vždy napjaté — Slavie měla nejvýše 4000 předplatitelů, Dennice novověku nejvýše 3000; v pozdější době počty čtenářů klesaly kvůli silné konkurenci týdenních příloh k dennímu tisku. Sazeči byli placeni včas, ale na majitele málokdy zbyl nějaký zisk. Velkou zásluhu na udržení českých periodik měli podnikatelé Severa z Cedar Rapids a Triner ze Chicaga (pozdější zaměstnavatel spisovatele Pavla Albieriho), kteří do nich pravidelně umísťovali svou inzerci.
Roku 1873 se v Clevelandu oženil s Cilií Kořízkovou (Cilie Korizek). Měli spolu šest dětí (Slavie, Míla, Robert G., Cilie, Lada a Charles). Bydleli na 7505 Lawnview Avenue. Manželka byla příbuznou Karla Jonáše, její otec František Kořízek (1820–1899) založil roku 1860 časopis Slovan americký.
Šnajdr byl uznávaný v obchodních kruzích a v české komunitě. Byl členem řady organizací (Československé podpůrné spolky, Grand Lodge (svobodní zednáři), Knights of Pythias, Bohemian Turners). Roku 1903 se stal ředitelem Pilsener Brewing Company. Byl zvolen za člena školní rady. Kandidatura do zákonodárného sboru státu Ohio roku 1893 pro něj ale skončila neúspěchem — kvůli protináboženským názorům ho nevolila ani řada Čechů.
V roce 1910 rezignoval z funkce šéfredaktora, o čtyři roky později časopis Dennice novověku zastavil, prodal tiskárnu a odešel ze zdravotních důvodů do důchodu. Zemřel po dlouhé nemoci ve svém domě na 545 North Michigan Avenue, Pasadena, Kalifornie.

## Dílo

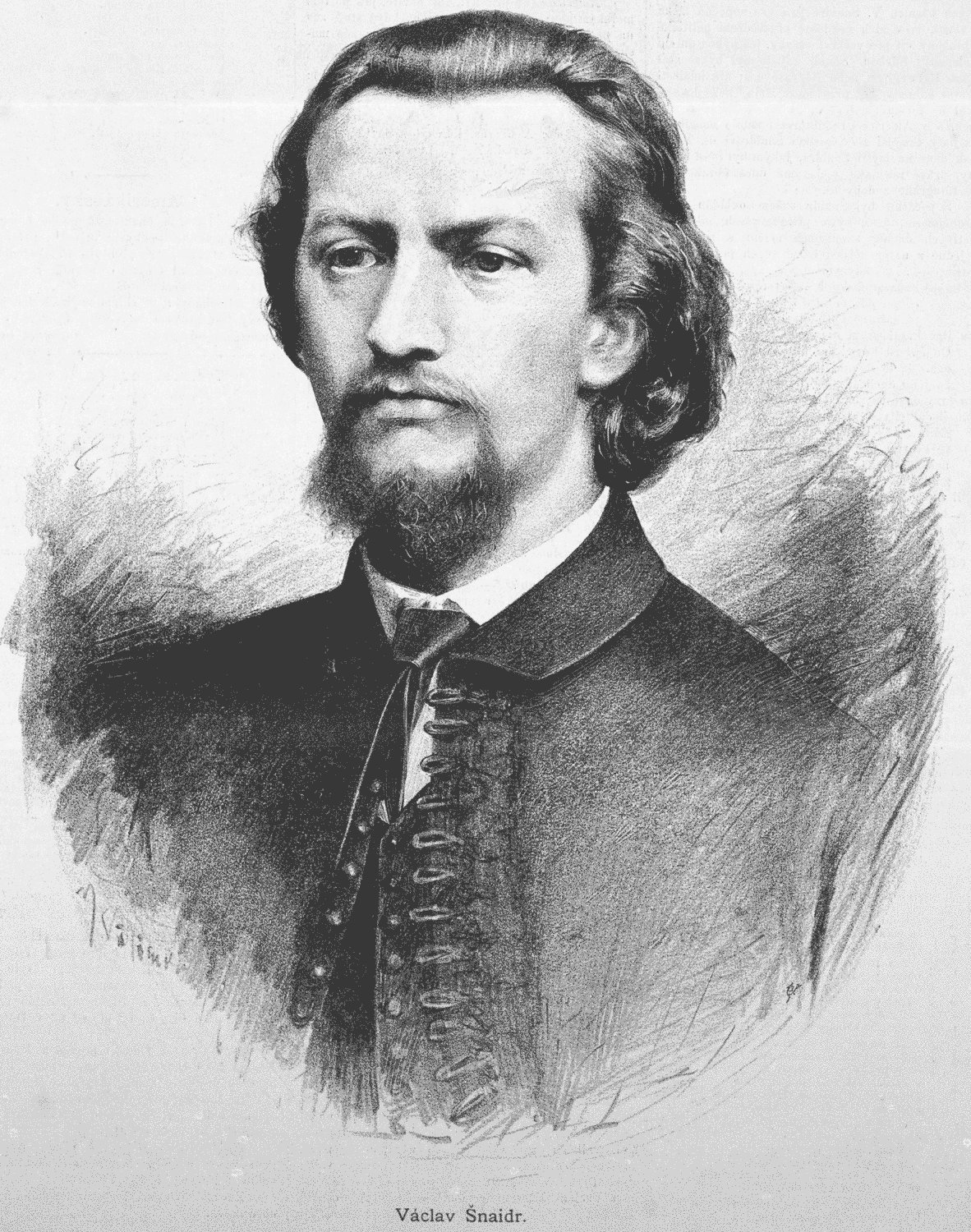
Portrét V. Šnajdra od J. Vilímka, cca 1875

Zpočátku byl Šnajdr známý jako básník z kruhu ruchovců. Měl talent pro moderní poezii. Jeho práce vyjadřovaly lásku k vlasti a cit pro současné události. Známé byly například básně Žebrák a Dudák, které otiskla Barákova Svoboda.
Po odjezdu do USA přestal psát básně, pro něž tam nebyla poptávka, a věnoval se plně žurnalistice. Ve svých příspěvcích vycházel z Barákova novinářského přístupu — budit nadšení čtenářů a jejich odpor k tyranii poukazem na slavné události z historie. Ostře vystupoval proti církvím a náboženství obecně, přičemž vycházel z učení amerického agnostického filosofa Roberta G. Ingersolla.
K jeho samostatným pracím, vydaným v USA, patří:
- Jak smýšlel Robert G. Ingersoll
- Robert G. Ingersoll o Tomáši Painovi (viz Thomas Paine)
- Ladimír Klácel, o jeho životě, působení a významu (viz František Matouš Klácel)
- O pokroku lidskosti (přednáška na sjezdu svobodomyslných v Milwaukee 10. června 1883)